# Casey DeSmith
Casey DeSmith (né le 13 août 1991 à Rochester dans l'État du New Hampshire aux États-Unis) est un joueur professionnel américain de hockey sur glace. Il évolue au poste de gardien de but pour les Canucks de Vancouver dans la Ligue nationale de hockey.

## Biographie

### Son enfance et ses débuts en junior
Casey DeSmith est né à  Rochester dans l'État du New Hampshire aux États-Unis en août 1991 ; il est le fils de Gary et Patrice DeSmith. Lors de son enfance, il évolue au sein de l'équipe des Seacoast Spartans, une équipe basée à Exeter dans le New Hampshire ; il y évolue au côté de Brian Dumoulin qu'il retrouvera par la suite au sein des Penguins de Pittsburgh,. À 15 ans, il rejoint le programme New England Preparatory School Athletic Council et l'école d'enseignement secondaire de la Berwick Academy. Il y passe deux saisons avant de jouer la saison 2008-2009 avec une autre école du programme, la Deerfield Academy. À la fin de la saison, il rejoint l'Ice de l'Indiana dans l'United States Hockey League, niveau le plus élevé du hockey sur glace junior aux États-Unis. En 2010, il est parmi les 22 joueurs de l'USHL sélectionné pour jouer dans la sélection des États-Unis qui participe au Défi mondial junior A.
Il rejoint les rangs universitaire en jouant pour les Wildcats de l'Université du New Hampshire en 2011. À l'issue de cette première saison, il est mis en avant en étant sélectionné dans la première équipe d'étoiles de Hockey East alors qu'il joue 22 des 27 rencontres de son équipe cette saison. Au cours de la saison suivante, il s'impose de plus en plus comme un joueur incontournable de l'équipe en jouant 38 des 39 des matchs de son équipe sur l'ensemble des rencontres de la saison régulière puis des séries. En avril 2013, il permet à son équipe de ne pas accorder le moindre but pendant 203 min 32 s, soit un peu plus de trois matchs. En 2013-2014, il est toujours autant utilisé par son équipe et participe à 37 rencontres des Wildcats mais ceux-ci perdent en finale du championnat de Hockey East contre les River Hawks d'UMass-Lowell.
Fin août 2014, alors qu'il s'apprête à jouer une quatrième saison à l'université, il est arrêté et est inculpé pour violence conjugale ainsi que résistance à l'arrestation. Il est aussitôt suspendu par l'équipe et également exclu de l'université En décembre 2014, il présente sa version de l'affaire dans un communiqué où même s'il reconnaît avoir été sous l'emprise de l'alcool ce soir là, il conteste la version donnée par son ancienne petite-amie. Le jugement rendu lui donne raison et il est autorisé à retourner à l'université. Il cherche alors à changer d'université pour pouvoir continuer à jouer au hockey cette saison mais la NCAA refuse de répondre positivement à sa demande.

### Sa carrière professionnelle
N'ayant pas réussi  à changer d'université, il ne joue pas de la saison mais il signe en juin 2015 un contrat avec les Nailers de Wheeling, équipe de l'ECHL affiliée aux Penguins de Pittsburgh. Il joue 13 parties avec sa première équipe professionnelle au début de la saison 2015-2016 avant de signer un essai professionnel avec les Penguins de Wilkes-Barre/Scranton dans la Ligue américaine de hockey.
Il signe ensuite un contrat dans la LAH avec les Penguins pour la saison 2016-2017. Deuxième gardien de l'équipe derrière Tristan Jarry, il joue 29 parties et récolte 21 victoires, en plus de réaliser une moyenne de 2,01 buts encaissés par match et un taux d'arrêts à 92,6 %. Les Penguins étant l'équipe ayant encaissé le moins de buts durant la saison régulière, DeSmith et Jarry remportent à deux le trophée Harry-« Hap »-Holmes.
En juillet 2017, il signe un contrat de la Ligue nationale de hockey avec les Penguins de Pittsburgh, équipe liée avec celle de Wilkes-Barre/Scranton.
Le 6 août 2023, DeSmith est échangé aux Canadiens de Montréal en compagnie de Jeff Petry, de l'espoir Nathan Légaré et d'un deuxième tour en 2025. En retour, les Penguins obtiennent Rem Pitlick ainsi que Mike Hoffman (qui sera aussitôt échangé aux Sharks de San José). 
Avec un surplus de cerbères devant le filet des Canadiens, il se fait à nouveau échanger le mois suivant aux Canucks de Vancouver. En retour, les Canucks envoient le vétéran Tanner Pearson à Montréal ainsi qu'un choix de 3e tour au repêchage de 2025. DeSmith n'aura donc pas joué un seul match avec les Canadiens.

## Statistiques
| Saison     | Équipe                            | Ligue      |     | Saison régulière | Saison régulière | Saison régulière | Saison régulière | Saison régulière | Saison régulière | Saison régulière | Saison régulière | Saison régulière | Saison régulière |   | Séries éliminatoires | Séries éliminatoires | Séries éliminatoires | Séries éliminatoires | Séries éliminatoires | Séries éliminatoires | Séries éliminatoires | Séries éliminatoires | Séries éliminatoires |
| Saison     | Équipe                            | Ligue      | PJ  | V                | D                | Pr/N             | Min              | BC               | Moy              | % Arr            | Bl               | Pun              | PJ               | V | D                    | Min                  | BC                   | Moy                  | % Arr                | Bl                   | Pun                  |                      |                      |
| 2009-2010  | Ice de l'Indiana                  | USHL       | 27  | 11               | 11               | 1                | 1 434            | 76               | 3,18             | 89,7             | 0                | 2                | 8                | 4 | 3                    | 412                  | 17                   | 2,48                 | 92,2                 | 0                    | 0                    |                      |                      |
| 2010-2011  | Ice de l'Indiana                  | USHL       | 37  | 22               | 13               | 2                | 2 174            | 92               | 2,54             | 92,0             | 3                | 2                | 4                | 2 | 2                    | 229                  | 10                   | 2,63                 | 92,9                 | 1                    | 2                    |                      |                      |
| 2011-2012  | Université du New Hampshire       | H. East    | 22  | 9                | 10               | 1                | 1 285            | 50               | 2,33             | 92,6             | 1                | 0                | -                | - | -                    | -                    | -                    | -                    | -                    | -                    | -                    |                      |                      |
| 2012-2013  | Université du New Hampshire       | H. East    | 38  | 19               | 10               | 7                | 2 204            | 82               | 2,23             | 92,4             | 5                | 2                | -                | - | -                    | -                    | -                    | -                    | -                    | -                    | -                    |                      |                      |
| 2013-2014  | Université du New Hampshire       | H. East    | 37  | 20               | 16               | 0                | 2 148            | 86               | 2,40             | 92,0             | 3                | 0                | -                | - | -                    | -                    | -                    | -                    | -                    | -                    | -                    |                      |                      |
| 2015-2016  | Nailers de Wheeling               | ECHL       | 13  | 5                | 2                | 2                | 611              | 26               | 2,55             | 91,5             | 0                | 2                | -                | - | -                    | -                    | -                    | -                    | -                    | -                    | -                    |                      |                      |
| 2015-2016  | Penguins de Wilkes-Barre/Scranton | LAH        | 6   | 2                | 2                | 0                | 309              | 10               | 1,94             | 92,5             | 0                | 0                | 9                | 5 | 4                    | 541                  | 22                   | 2,44                 | 91,9                 | 1                    | 0                    |                      |                      |
| 2016-2017  | Penguins de Wilkes-Barre/Scranton | LAH        | 29  | 21               | 5                | 1                | 1 731            | 58               | 2,01             | 92,6             | 1                | 0                | 5                | 2 | 3                    | 303                  | 14                   | 2,78                 | 91,6                 | 0                    | 0                    |                      |                      |
| 2017-2018  | Penguins de Wilkes-Barre/Scranton | LAH        | 27  | 16               | 8                | 3                | 1 562            | 71               | 2,73             | 91,0             | 2                | 0                | -                | - | -                    | -                    | -                    | -                    | -                    | -                    | -                    |                      |                      |
| 2017-2018  | Penguins de Pittsburgh            | LNH        | 14  | 6                | 4                | 1                | 701              | 28               | 2,40             | 92,1             | 1                | 2                | -                | - | -                    | -                    | -                    | -                    | -                    | -                    | -                    |                      |                      |
| 2018-2019  | Penguins de Pittsburgh            | LNH        | 36  | 15               | 11               | 0                | 1 944            | 89               | 2,75             | 91,6             | 3                | 2                | -                | - | -                    | -                    | -                    | -                    | -                    | -                    | -                    |                      |                      |
| 2019-2020  | Penguins de Wilkes-Barre/Scranton | LAH        | 41  | 18               | 18               | 2                | 2 360            | 115              | 2,92             | 90,5             | 3                | 2                | -                | - | -                    | -                    | -                    | -                    | -                    | -                    | -                    |                      |                      |
| 2020-2021  | Penguins de Pittsburgh            | LNH        | 20  | 11               | 7                | 0                | 1 132            | 48               | 2,54             | 91,2             | 2                | 0                | -                | - | -                    | -                    | -                    | -                    | -                    | -                    | -                    |                      |                      |
| 2021-2022  | Penguins de Pittsburgh            | LNH        | 26  | 11               | 6                | 5                | 1 418            | 66               | 2,79             | 91,4             | 3                | 0                | 1                | 0 | 0                    | 89                   | 3                    | 2,02                 | 94,1                 | 0                    | 0                    |                      |                      |
| 2022-2023  | Penguins de Pittsburgh            | LNH        | 38  | 15               | 16               | 4                | 2 066            | 109              | 3,17             | 90,5             | 0                | 2                | -                | - | -                    | -                    | -                    | -                    | -                    | -                    | -                    |                      |                      |
| Totaux LNH | Totaux LNH                        | Totaux LNH | 134 | 58               | 44               | 15               | 7 261            | 340              | 2,81             | 91,2             | 9                | 6                | 1                | 0 | 0                    | 89                   | 3                    | 2,02                 | 94,1                 | 0                    | 0                    |                      |                      |

## Trophées et honneurs personnels
- 2011-2012 : nommé dans l'équipe des recrues de Hockey East
- 2016-2017 : 
  - nommé dans l'équipe des recrues de la LAH
  - remporte le trophée Harry-« Hap »-Holmes des gardiens de but de l'équipe ayant encaissé le moins de buts (partagé avec Tristan Jarry)
- 2017-2018 : participe au Match des étoiles de la LAH